# Clematoclethra
Clematoclethra, maleni biljni rod iz porodice aktinidijevki raširen u kineskim pokrajinama Gansu, Guangxi, Guizhou, Sichuan, Yunnan i možda Chongqingu. Od 45 znanstvenih naziva tek nekoliko je validnih, a ostali su sinonimi. Rodu pripada tek jedna vrsta,  	C. scandens, s četiri podvrste.

## Podvrste
1. Clematoclethra scandens subsp. actinidioides
2. Clematoclethra scandens subsp. hemsleyi
3. Clematoclethra scandens subsp. scandens
4. Clematoclethra scandens subsp. tomentella